# Вибори польсько-литовського короля 1587

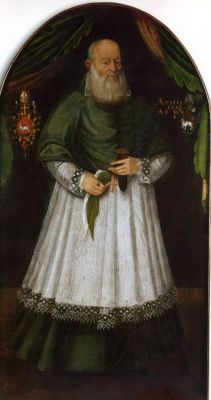
Примас Станіслав Карнковський, автор невідомий

Обрання нового короля Польщі після смерті Стефана Баторія 12 грудня 1586 року. Вибори розпочалися 30 червня 1587 року відкриттям елекційного сейму у Волі під Варшавою і завершилися 27 грудня того ж року коронацією Сигізмунда Вази на Вавелі.

## Перед виборами
Смерть Стефана Баторія в 1586 році поклала початок третьому міжкоролів'ю за останні 15 років, хоча це мало означати захоплення влади дружиною Баторі, Анною Ягеллонкою, яка була проголошена королем Польщі 1575 року і коронована через рік. Однак Анна зреклася прав на корону. Тому владу, за прецедентом перших виборів, перебрав інтеррекс — гнезненський архієпископ Станіслав Карнковський, який під час міжкоролів'я мав займатися поточними справами, наприклад організація виборів і прийом іноземних представництв.

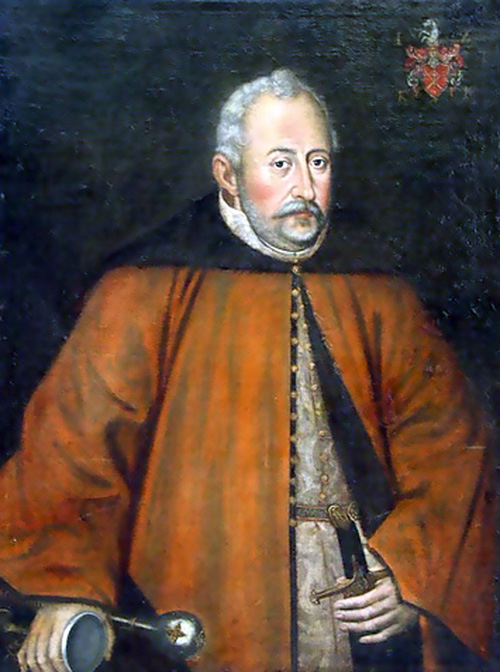
Ян Замойський, картина Яна Шванковського

Настрої в Речі Посполитій не передвіщали швидких і легких виборів. Відразу після смерті Баторій не користувався симпатією шляхти, яка звинувачувала його в абсолютистських нахилах і тиранії, що мала довести страта Самуїла Зборовського. В останні роки свого правління король тримав свою владу на магнатах (Замойських, Любомирських, Радзивіллах), а шляхта, яка протягом перших двох міжкоролів'їв становила соціальну базу державної реформи, була витіснена на маргінес. Окрім послаблення авторитету престолу, впала довіра шляхти до Сенату. Крім того, як завжди, існували великі відмінності інтересів між Короною та Великим князівством Литовським, Руськими воєводствами та рештою країни, а також антагонізм між Великою та Малою Польщею. Перші розбіжності між сторонами спалахнули на Конвокаційному сеймі, який розпочався 2 лютого 1587 року. Фракція Зборовських домоглася заборони праці Гейденштейна D"e bello Moscovitico commentariorum libri sex", яка була апологією московських війн Баторія, в якій справа про обезголовлення Самійла Зборовського була подана в односторонньому тлумаченні на користь короля та канцлера Яна Замойського. Анджею Зборовському вдалося повернути честь і скасувати баніцію брата Кшиштофа.

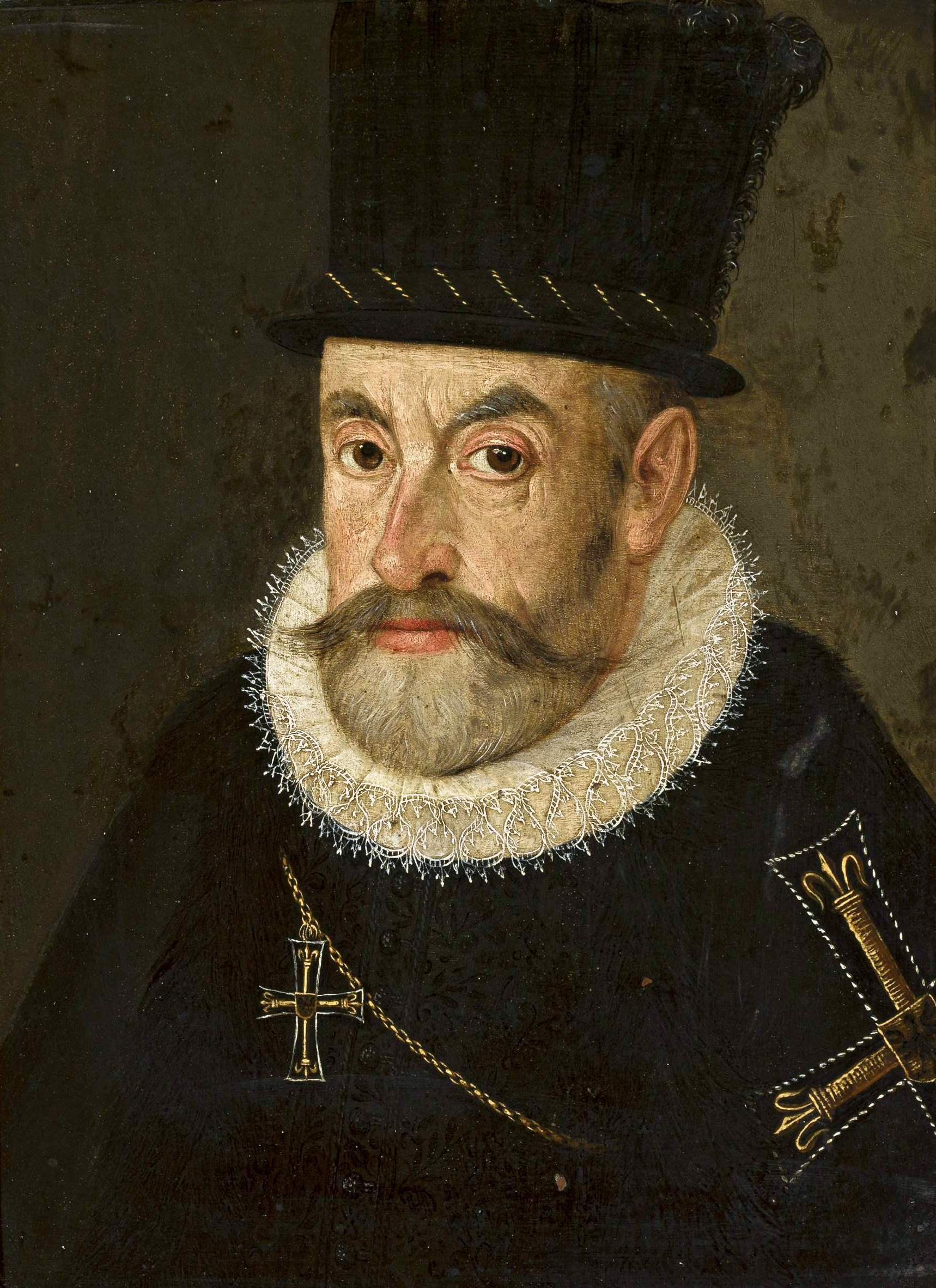
Максиміліан Габсбург, Національний музей у Варшаві

## Претенденти на престол
Уже на конвокаційному сеймі лідери фракцій намагалися переконати шляхту підтримати своїх кандидатів. Домінували чотири варіанти: габсбурзький, шведський (просуваний як Ягеллонський), московський і кандидатура короля П'яста, тобто обрання громадянина Речі Посполитої. Кандидата з родини Габсбургів підтримали брати Зборовські, воєвода познанський Станіслав Ґурка, єпископ Віленський Єжи Радзивіл та Станіслав Сендзівой Чарнковський, які отримали значні кошти від Рудольфа II на підтримку свого кандидата. Проте кандидатура Габсбургів і обрання ультракатолицького короля могли означати крах релігійного миру в Речі Посполитій, гарантованого Варшавською конфедерацією. Обрання правителем Речі Посполитої царя Федора знайшло своїх прихильників серед литовців, які бачили в цій кандидатурі можливість мирного вирішення суперечок між Річчю Посполитою та Московією. Обрання царя усунуло б збройну загрозу з боку Москви, а також мирну загрозу з боку Корони (польської гегемонії). Король П'ястів мав своїх прихильників серед шляхетства Корони, але відповідної кандидатури не було. Ті, хто обрали П'яста, також побоювалися протидії шляхти Великого князівства Литовського, що в гіршому випадку означало б розрив унії. Шведську кандидатуру в особі князя Сигізмунда Вази, сина Яна III Вази та Катерини Ягеллонки, висунула Анна Ягеллонка, до якої під час виборів приєднався Ян Замойський. Принц Швеції мав гарантувати свободу судноплавства в Балтійському морі, можливий польсько-шведський союз проти Москви та повернення Естонії Речі Посполитій.

## Вибори

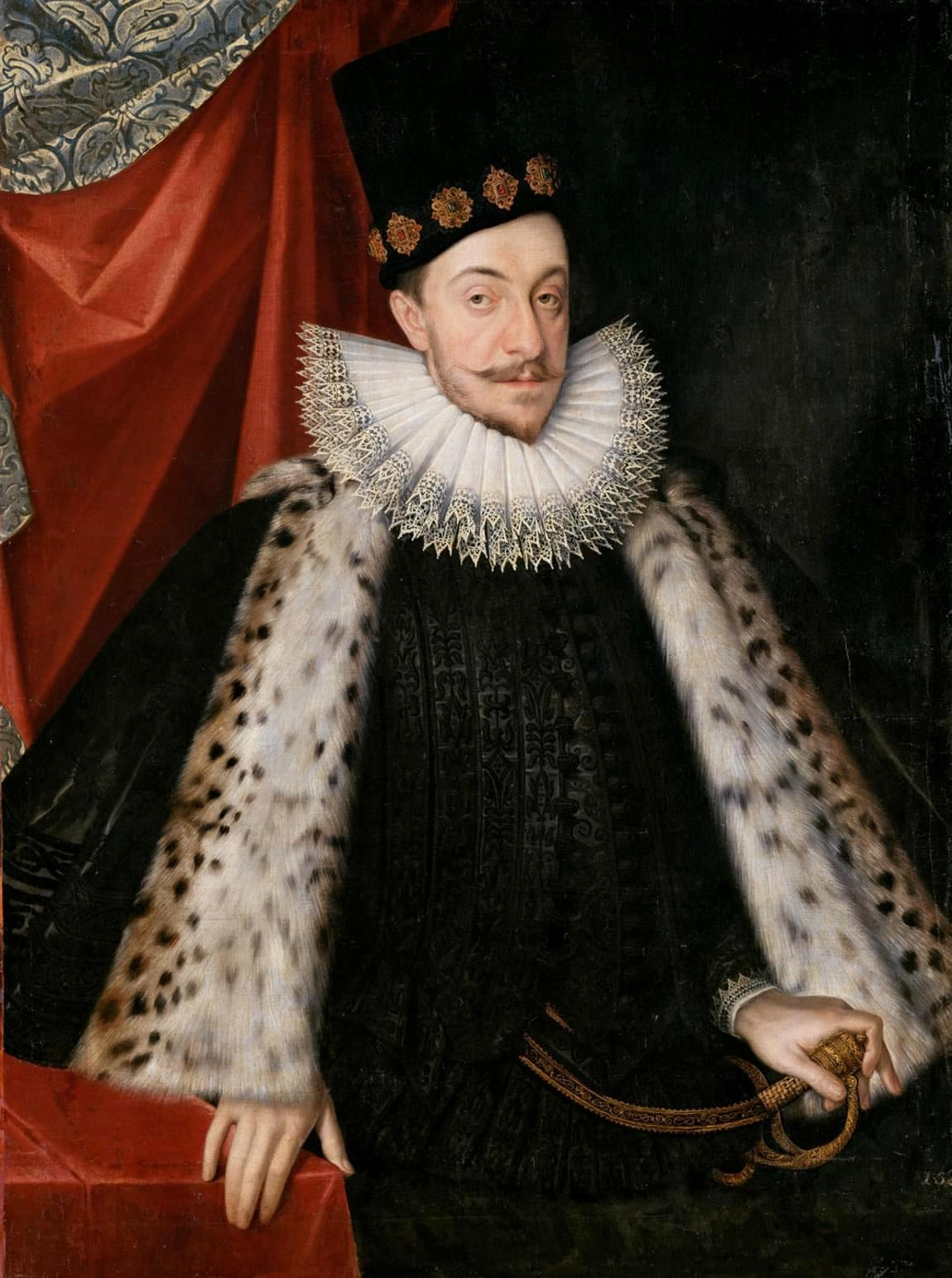
Сигізмунд III Ваза, картина Марціна Кобера

Елекційний сейм розпочав свої засідання 30 червня 1587 року у Волі. У таборах навколо виборчого поля магнати збирали власні війська, що складалися як з клієнтели, так і з рядових вояків. Виборці поділялися на дві групи: проконвокаційні, зосереджені навколо братів Зборовських і кандидатури Максиміліана Габсбурга, та антиконвокаційні групи, прихильники Яна Замойського, якого також називали чорним через одяг, який вони носили як знак скорботи за Баторієм. Цілком безрезультатні перші тижні виборчого сейму пройшли в обговоренні смерті Самійла Зборовського та інших кривд, яких зазнала родина Зборовських від Замойського, якого хотіли віддати до суду. Відмова Замойського відреагувати на висунуті проти нього звинувачення призвела до проголошення повстання коронним референдарем Станіславом Чарнковським — кінного сейму, який мав діяти як спрощений суд для Замойського та інших сановників покійного короля. 27 липня конфліктуючі сторони вивели свої війська на поле, віддавши наказ готуватися до бою. Зрештою, посередництво примаса Станіслава Карнковського, воєводи сандомирського Станіслава Шафранця та єпископа кам'янського Вавжинець-Госліцького було прийнято, що призвело до запобігання загрозі кровопролиття. Після прибуття на вибори шведського посланника Еріка Спарре, який представив переваги обрання шведського принца, до цієї кандидатури схилялося все більше шляхтичів. Спочатку не бажаючи Сигізмунда Вази, Замойський передумав, коли кандидатуру князя підтримали примас Карнковський, великий маршалок корони Анджей Опалінський та Ольбрахт Ласький. 19 серпня примас висунув Сигізмунда Вазу королем, а у відповідь 22 серпня конвокаційне коло оголосило королем Максиміліана Габсбурга. Обидва кандидати не були визнані Великим князівством Литовським. Обидва кандидати прийняли вибори, і військові дії мали вирішити, хто буде коронований королем.

## Після виборів. Війна за корону

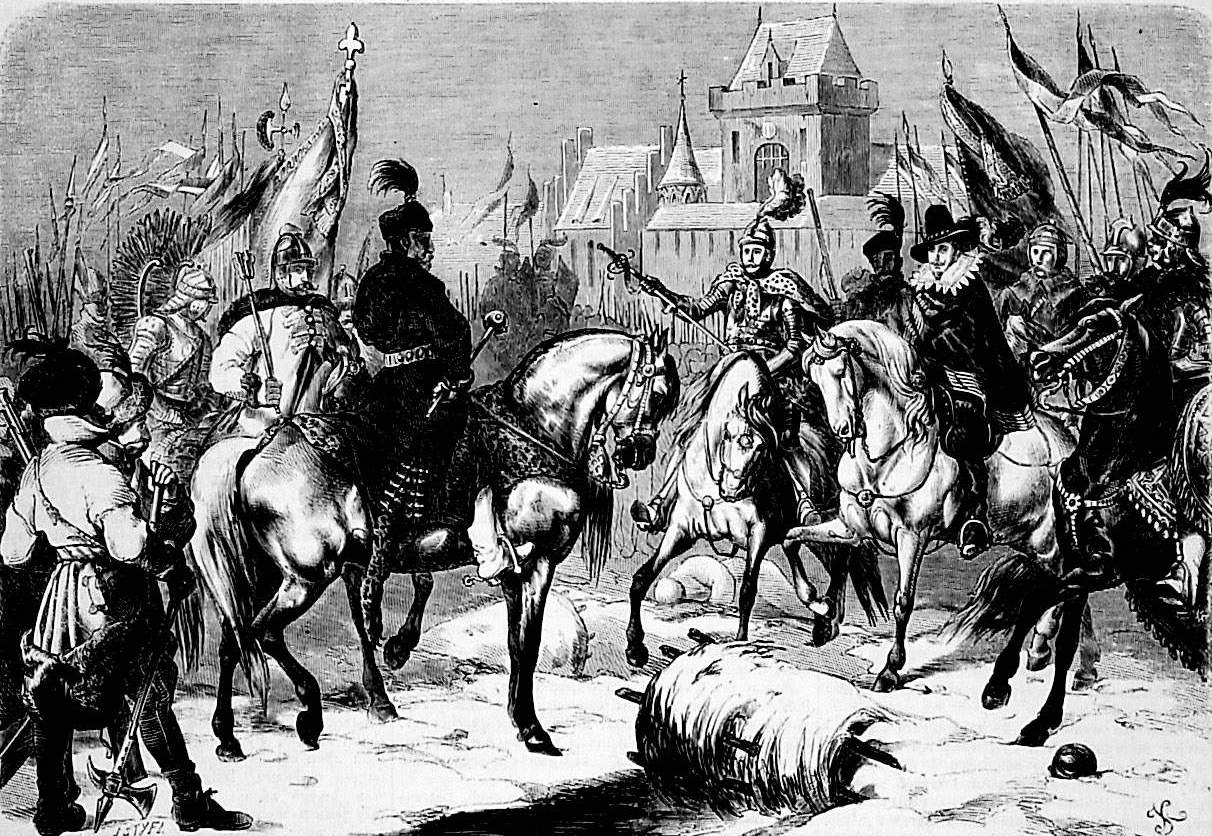
Капітуляція ерцгерцога Максиміліана в Бичині, картина Юліуша Коссака

27 вересня 1587 року в Оломоуці Максиміліан Габсбург прийняв титул короля Польщі та Великого князя Литовського та присягнув на Pacta conventa. Після вступу в королівство до його армії з 5000 вояків приєдналися 1500 польських прихильників. Наступним кроком було захоплення столиці країни — Кракова, але опір городян перервав цей намір. Зрештою, після провалу дипломатичних дій (розсилання листів до шляхтичів та міщан столиці, а також до членів Краківської академії) і нападів на міські стіни, 30 листопада 1587 року Габсбурги припинили облогу. Шведська сторона в особі посланців Еріка Браге та Еріка Спарре 24 серпня 1587 року присягнула на конвентний пакт, не чекаючи прибуття Сигізмунда Вази до Речі Посполитої. Кандидат з'явився в Гданську 29 вересня, але за наказом батька не залишав корабель, доки з пактів не було вилучено пункт про включення Естонії до Речі Посполитої. 7 жовтня Сигізмунд Ваза присягнув на монастир у цистерціанському монастирі в Оливі, а 9 грудня 1587 року він увійшов до Кракова, не зустрівши жодного опору з боку Максиміліана, який рухався зі своїм військом біля кордону з імперією. 27 грудня Сигізмунд III Ваза коронувався на польського короля і великого князя литовського. 24 січня 1588 року Ян Замойський у битві під Бичиною розгромив війська Максиміліана Габсбурга, які спустошували польсько-сілезький кордон. Максиміліан і вірні йому німецькі та польські сановники були інтерновані в Красноставі. Зрештою, конфлікт завершився Пацифікаційним сеймом (з 6 березня по 23 квітня 1589 року), під час якого прихильники обрання Габсбургів присягнули на вірність королю Сигізмунду III і отримали свободу та можливість повернутися до Речі Посполитої.
2 грудня 1587 року шляхта Руського воєводства заснувала Ряшівську конфедерацію і закликала прихильників обох електів не вдаватися до військових дій.